# 龙港大桥
龙港大桥也称为鳌江一桥是中国浙江省温州市的一座跨过鳌江桥梁，连接了南岸的龙港城区和北岸的 104国道平阳鳌江段，第一代桥梁1988年通车，第二代桥梁为双向六车道的拱桥，2017年通车。